# Viriat (Ain)
|  | No s'ha de confondre amb Viriat. |

Viriat és un municipi francès situat al departament de l'Ain i a la regió d'Alvèrnia-Roine-Alps. L'any 2007 tenia 5.719 habitants.

## Demografia

### Població
El 2007 la població de fet de Viriat era de 5.719 persones. Hi havia 2.172 famílies de les quals 500 eren unipersonals (232 homes vivint sols i 268 dones vivint soles), 764 parelles sense fills, 752 parelles amb fills i 156 famílies monoparentals amb fills.
La població ha evolucionat segons el següent gràfic:
Habitants censats

### Habitatges
El 2007 hi havia 2.301 habitatges, 2.198 eren l'habitatge principal de la família, 34 eren segones residències i 69 estaven desocupats. 1.910 eren cases i 371 eren apartaments. Dels 2.198 habitatges principals, 1.565 estaven ocupats pels seus propietaris, 586 estaven llogats i ocupats pels llogaters i 47 estaven cedits a títol gratuït; 44 tenien una cambra, 145 en tenien dues, 220 en tenien tres, 534 en tenien quatre i 1.255 en tenien cinc o més. 1.840 habitatges disposaven pel capbaix d'una plaça de pàrquing. A 849 habitatges hi havia un automòbil i a 1.211 n'hi havia dos o més.

### Piràmide de població
La piràmide de població per edats i sexe el 2009 era:
| Homes | Edats   | Dones |
| ----- | ------- | ----- |
| 0     | 95 o +  | 0     |
| 4     | 90 a 94 | 4     |
| 28    | 85 a 89 | 28    |
| 28    | 80 a 84 | 28    |
| 52    | 75 a 79 | 80    |
| 96    | 70 a 74 | 60    |
| 164   | 65 a 69 | 112   |
| 144   | 60 a 64 | 144   |
| 172   | 55 a 59 | 160   |
| 188   | 50 a 54 | 204   |
| 204   | 45 a 49 | 196   |
| 252   | 40 a 44 | 216   |
| 256   | 35 a 39 | 232   |
| 140   | 30 a 34 | 172   |
| 120   | 25 a 29 | 116   |
| 132   | 20 a 24 | 96    |
| 188   | 15 a 19 | 260   |
| 164   | 10 a 14 | 200   |
| 188   | 5 a 9   | 168   |
| 136   | 0 a 4   | 128   |

## Economia
El 2007 la població en edat de treballar era de 3.738 persones, 2.647 eren actives i 1.091 eren inactives. De les 2.647 persones actives 2.544 estaven ocupades (1.346 homes i 1.198 dones) i 103 estaven aturades (39 homes i 64 dones). De les 1.091 persones inactives 391 estaven jubilades, 378 estaven estudiant i 322 estaven classificades com a «altres inactius».

### Ingressos
El 2009 a Viriat hi havia 2.247 unitats fiscals que integraven 5.754,5 persones, la mediana anual d'ingressos fiscals per persona era de 20.563 €.

### Activitats econòmiques
Dels 362 establiments que hi havia el 2007, 1 era d'una empresa extractiva, 5 d'empreses alimentàries, 2 d'empreses de fabricació de material elèctric, 3 d'empreses de fabricació d'elements pel transport, 29 d'empreses de fabricació d'altres productes industrials, 43 d'empreses de construcció, 91 d'empreses de comerç i reparació d'automòbils, 14 d'empreses de transport, 23 d'empreses d'hostatgeria i restauració, 2 d'empreses d'informació i comunicació, 19 d'empreses financeres, 8 d'empreses immobiliàries, 59 d'empreses de serveis, 49 d'entitats de l'administració pública i 14 d'empreses classificades com a «altres activitats de serveis».
Dels 74 establiments de servei als particulars que hi havia el 2009, 1 era una oficina de correu, 3 oficines bancàries, 1 funerària, 15 tallers de reparació d'automòbils i de material agrícola, 1 taller d'inspecció tècnica de vehicles, 2 establiments de lloguer de cotxes, 1 autoescola, 3 paletes, 2 guixaires pintors, 8 fusteries, 7 lampisteries, 8 electricistes, 3 perruqueries, 2 veterinaris, 14 restaurants, 1 agència immobiliària i 2 salons de bellesa.
Dels 29 establiments comercials que hi havia el 2009, 1 era un hipermercat, 2 grans superfícies de material de bricolatge, 2 botiges de menys de 120 m², 3 fleques, 4 llibreries, 2 botigues de roba, 3 botigues d'equipament de la llar, 1 una botiga d'electrodomèstics, 3 botigues de material esportiu, 1 una botiga de material esportiu, 3 drogueries, 1 una perfumeria i 3 floristeries.
L'any 2000 a Viriat hi havia 85 explotacions agrícoles que ocupaven un total de 1.829 hectàrees.

## Equipaments sanitaris i escolars
El 2009 hi havia 1 hospital de tractaments de curta durada, 1 hospital de tractaments de mitja durada (seguiment i rehabilitació), 1 centre d'urgències, 1 maternitat i 2 farmàcies.
El 2009 hi havia 1 escola maternal i 2 escoles elementals.

## Poblacions més properes
El següent diagrama mostra les poblacions més properes.